# Santimento
Santimento è una frazione dei comuni italiani di Calendasco e di Rottofreno, in provincia di Piacenza.
Al censimento del 21 ottobre 2001 contava 366 abitanti, dei quali 68 nel comune di Calendasco e 298 nel comune di Rottofreno.

## Geografia fisica
Il centro abitato è sito a 59 m s.l.m., a breve distanza dal fiume Po.

## Storia
Il borgo di Santimento appartiene in origine alla mensa vescovile piacentina. Nel XIII secolo viene costruito il castello, che compare per la prima volta in un documento risalente al 1291: anno in cui iniziano anche i lavori per la costruzione della chiesa finanziati dai ricchi mercanti Giovanni e Umberto Palmieri che figurano anche come proprietari del fortilizio. Nel 1299 il castello diventa di proprietà di Alberto Scotti a mezzo di pagamento per un credito goduto nei confronti dei Palmieri.
Nel 1303 al termine di in un complesso scambio di proprietà, Alberto Scotti riceve dal vescovo Alberico la proprietà della rocca di Varsi e le relative possessioni in cambio del castello di Santimento, 3000 pertiche piacentine di terreni, molte regioni di decime, alcuni vassallaggi e le ville di Troia, Soprarivo, Calendasco e Rottofreno. Il contratto prevede anche la rinuncia al patronato vantato sulla chiesa parrocchiale di Santimento.
Nel 1313 mercenari al soldo del duca di Milano Galeazzo I Visconti razziano il paese e il castello. Nel 1392 il feudo di Santimento è di proprietà di vescovo Pietro IV de Manieri, protomedico di Galeazzo II Visconti. Nel 1449 il castello diventa di proprietà della famiglia Arcelli, a cui viene sottratto poco dopo al termine di una congiura ordita dal duca Francesco Sforza a discapito del vescovado piacentino. Nell'agosto 1482 il castello diventa proprietà del vescovo di Piacenza, a cui rimane fino all'Ottocento quando viene alienato a privati.
Nel 1599 la chiesa di Santimento è una pieve a cui sono soggette 9 parrocchie.
Alla fine dell'Ottocento Pietro Bubba fonda a Santimento la Bubba Trattori, inizialmente producendo una sgusciatrice per semi minuti e, in seguito una trebbiatrice. L'azienda conosce il massimo sviluppo negli anni '20 con la produzione in serie di trattori a testa calda. Colpita duramente dalla crisi del '29, negli anni seguenti la Bubba inizia a ridurre la produzione subendo diversi cambiamenti di proprietà fino a confluire nella Arbos, con sede a Piacenza, nel 1952.

## Monumenti e luoghi d'interesse
- Castello di Santimento: citato per la prima volta in un documento del 1291 in cui viene segnalato come proprietà di Giovanni e Umberto Palmieri, è caratterizzato da una struttura rettangolare. L'edificio ha subito nel tempo diverse modifiche rispetto al progetto originale, tra le quali l'innalzamento della torre e del mastio a base quadrata che si eleva rispetto alla facciata principale, di fianco alla pusterla dove era in origine presente un ingresso con ponte levatoio a scavalco di un fossato[5].
- Chiesa di San Giovanni Battista: edificata nel 1690 in stile barocco sui resti di un edificio preesistente costruito nel 1291, è caratterizzata da una facciata alta 36 m. Il campanile è invece precedente rispetto alla chiesa, essendo stato costruito nel 1625. All'interno dell'edificio si trova un dipinto raffigurante san Giovanni Battista realizzato nel 1885 dal pittore piacentino Francesco Ghittoni e un altare marmoreo donato in epoca napoleonica dal vescovo Etienne de Paule de Fallot de Béaupré de Beaumont[9].

## Infrastrutture e trasporti
Il centro abitato è attraversato dalla strada provinciale 13 di Calendasco che lo unisce con Rottofreno e con Calendasco.